# Alue Jerjak
Alue Jerjak is een bestuurslaag in het regentschap Aceh Barat Daya van de provincie Atjeh, Indonesië. Alue Jerjak telt 2.348 inwoners (volkstelling 2010).